# ميخايلو ميلنيك
ميخائيل فاسيليفيتش ميلنيك (بالأوكرانية: Михайло Васильович Ме́льник)(18 مايو1957 قرية بيفي-كوميون، مقاطعة ليبوفودولينسكي، منطقة سومي) هو مخرج، ممثل مسرحي، كاتب سيناريو، وموسيقي أوكراني. فنان أوكرانيا المكرم (1994)، فنان الشعب الأوكراني (2005)، حائز على جائزة تاراس شيفتشينكو الوطنية لأوكرانيا (2007)، هو المؤسس والمخرج والممثل الوحيد لمسرح الممثل الواحد الفريد Scream.